# Arthur Tabera Araoz
Kard. Arthur Tabera Araoz C.M.F (1903. – 1975.), španjolski kardinal i prefekt Kongregacije za bogoštovlje i disciplinu klera i prefekt Kongregacije za religioznost.

## Životopis

### Rođenje i svećeništvo
Arthur Tabera Araoz, rođen je u Avili 23. listopada 1903. Kao sjemeništarac 1915. stupio je u red Sinova Bezgrešne te je 22. prosinca 1928. zaređen za svećenika u Avili. Nakon ređenja stijeće doktorat iz kanonskog prava. Od 1930. do 1946. predavao je na Teološki fakultet u Zafri i direktor novina Ilustración del Clero. Nakon odlaska u Rim osniva časopis Vida religiosa i bio je član komisije za beatifikaciju Marcela Spinaola y Maestrea, biskupa Avile.

### Biskupska služba
Papa Pio XII. izabrao za naslovnog biskupa Librea i apostolskog administratora u Barbastri dana 16. veljače 1946. Dana 13. svibnja 1950. imenovan je biskupom Albacete. Sudjelovao je na Drugom vatikanskom koncilu. Dana 23. srpnja 1968. papa Pavao VI. uzdigao ga je na čast metropolita i nadbiskupa Pamplone.

### Kardinalska služba
Dana 28. travnja 1969., papa Pavao VI. imenovao ga je kardinalom i prefektom Kongregacije za bogoštovlje i sakramente. Uz papino odobrenje reformirao je časoslov. 1973. imenovan je prefektom Kongregacije za redovnike i svjetovne institute. Umro je 13. lipnja 1975.